# Servins
Servins és un municipi francès situat al departament del Pas de Calais i a la regió dels Alts de França. L'any 2007 tenia 1.037 habitants.

## Demografia

### Població
El 2007 la població de fet de Servins era de 1.037 persones. Hi havia 332 famílies de les quals 54 eren unipersonals (17 homes vivint sols i 37 dones vivint soles), 91 parelles sense fills, 170 parelles amb fills i 17 famílies monoparentals amb fills.
La població ha evolucionat segons el següent gràfic:
Habitants censats

### Habitatges
El 2007 hi havia 343 habitatges, 332 eren l'habitatge principal de la família, 2 eren segones residències i 8 estaven desocupats. 335 eren cases i 8 eren apartaments. Dels 332 habitatges principals, 276 estaven ocupats pels seus propietaris, 50 estaven llogats i ocupats pels llogaters i 6 estaven cedits a títol gratuït; 6 tenien dues cambres, 35 en tenien tres, 72 en tenien quatre i 219 en tenien cinc o més. 283 habitatges disposaven pel capbaix d'una plaça de pàrquing. A 138 habitatges hi havia un automòbil i a 168 n'hi havia dos o més.

### Piràmide de població
La piràmide de població per edats i sexe el 2009 era:
| Homes | Edats   | Dones |
| ----- | ------- | ----- |
| 0     | 95 o +  | 2     |
| 0     | 90 a 94 | 0     |
| 1     | 85 a 89 | 4     |
| 6     | 80 a 84 | 8     |
| 10    | 75 a 79 | 20    |
| 11    | 70 a 74 | 12    |
| 10    | 65 a 69 | 13    |
| 15    | 60 a 64 | 18    |
| 7     | 55 a 59 | 9     |
| 34    | 50 a 54 | 18    |
| 42    | 45 a 49 | 55    |
| 44    | 40 a 44 | 34    |
| 40    | 35 a 39 | 41    |
| 27    | 30 a 34 | 36    |
| 35    | 25 a 29 | 28    |
| 33    | 20 a 24 | 27    |
| 37    | 15 a 19 | 37    |
| 31    | 10 a 14 | 43    |
| 24    | 5 a 9   | 29    |
| 21    | 0 a 4   | 20    |

## Economia
El 2007 la població en edat de treballar era de 718 persones, 484 eren actives i 234 eren inactives. De les 484 persones actives 455 estaven ocupades (253 homes i 202 dones) i 28 estaven aturades (7 homes i 21 dones). De les 234 persones inactives 29 estaven jubilades, 86 estaven estudiant i 119 estaven classificades com a «altres inactius».

### Ingressos
El 2009 a Servins hi havia 341 unitats fiscals que integraven 976 persones, la mediana anual d'ingressos fiscals per persona era de 19.608 €.

### Activitats econòmiques
Dels 25 establiments que hi havia el 2007, 1 era d'una empresa alimentària, 1 d'una empresa de fabricació de material elèctric, 1 d'una empresa de fabricació d'altres productes industrials, 3 d'empreses de construcció, 3 d'empreses de comerç i reparació d'automòbils, 1 d'una empresa de transport, 2 d'empreses d'hostatgeria i restauració, 3 d'empreses financeres, 1 d'una empresa immobiliària, 2 d'empreses de serveis, 2 d'entitats de l'administració pública i 5 d'empreses classificades com a «altres activitats de serveis».
Dels 7 establiments de servei als particulars que hi havia el 2009, 1 era una lampisteria, 2 empreses de construcció, 3 perruqueries i 1 restaurant.
Dels 2 establiments comercials que hi havia el 2009, 1 era una botiga de menys de 120 m² i 1 una fleca.
L'any 2000 a Servins hi havia 14 explotacions agrícoles que ocupaven un total de 517 hectàrees.

## Equipaments sanitaris i escolars
El 2009 hi havia una escola elemental integrada dins d'un grup escolar amb les comunes properes formant una escola dispersa.

## Poblacions més properes
El següent diagrama mostra les poblacions més properes.